# Play It Again (bài hát của Luke Bryan)
"Play It Again" là bài hát được sáng tác bởi Dallas Davidson và Ashley Gorley, và được thu âm bởi ca sĩ nhạc đồng quê người Mĩ Luke Bryan. Bài hát được phát hành thành đĩa đơn thứ tư từ album phòng thu thứ tư của nam ca sĩ, Crash My Party  vào ngày 24 tháng 3 năm 2014. Vào ngày 17 tháng 4 năm 2014, "Play It Again" trở thành đĩa đơn thứ tám không liên tiếp đứng đầu bảng xếp hạng Billboard Hot Country Songs của Bryan, một con số kỉ lục lúc bấy giờ đối với bất cứ ca sĩ nào, kể từ đĩa đơn quán quân đầu tiên vào ngày 24 tháng 7 năm 2010 của nam ca sĩ, "Rain Is a Good Thing".

## Đánh giá chuyên môn
Matt Bjorke của trang Roughstock đánh giá bài hát đạt 4 sao trên thang 5 sao, ca ngợi phần lời bài hát đã đạt được "cảm xúc công kích vào những người trẻ có cuộc sống rộng lớn đang chờ đợi ở phía trước" và sự truyền tải đầy quyến rũ của Bryan; điều này đã "làm cho bài hát bán chạy". Bjorke cũng đánh giá cao việc phát hành một bài hát "khiến người ta cảm thấy dễ chịu như vậy" gần với thời điểm mùa hè đang tới.

## Diễn biến thương mại
"Play It Again" ra mắt trên bảng xếp hạng Billboard Country Airplay tại vị trí #46 vào tuần 15 tháng 3 năm 2014. Hai tuần sau, "Play It Again" xuất hiện trên bảng xếp hạng Billboard Hot 100 tại vị trí #81 vào tuần 29 tháng 3 năm 2014. Bài hát cũng giành được vị trí quán quân lần lượt trên các bảng xếp hạng Hot Country Songs vào ngày 17 tháng 4 năm 2014 và bảng xếp hạng Billboard Country Airplay vào tuần 31 tháng 5 năm 2014. Cũng trong tuần đó, bài hát "This Is How We Roll" của Florida Georgia Line với sự tham gia cộng tác của Bryan, giữ vị trí #2 trên bảng xếp hạng Country Airplay, giúp cho Bryan trở thành nghệ sĩ đầu tiên trong lịch sử 24 năm của bảng xếp hạng này có hai đĩa đơn liên tiếp nắm giữ hai vị trí đầu tiên của bảng xếp hạng.
"Play It Again" đã được Hiệp hội Công nghiệp ghi âm Hoa Kỳ (RIAA) chứng nhận bạch kim vào ngày 20 tháng 5 năm 2014, với doanh thu hơn một triệu bản tại Mĩ tính đến tháng 5 năm 2014. Doanh số của bài hát đạt 2 triệu bản vào tháng 1 năm 2015, và tính đến tháng 8 năm 2015, ca khúc đã bán được 2.220.000 bản tại Hoa Kỳ.

## Video âm nhạc
Video âm nhạc của bài hát được Michael Monaco đạo diễn và ra mắt vào tháng 4 năm 2014.

## Xếp hạng và chứng nhận
| Bảng xếp hạng (2014 - 2015)               | Vị trí cao nhất |
| ----------------------------------------- | --------------- |
| Canada (Canadian Hot 100)                 | 20              |
| Canada Country (Billboard Canada Country) | 1               |
| Hoa Kỳ Billboard Hot 100                  | 14              |
| Hoa Kỳ Hot Country Songs (Billboard)      | 1               |
| Hoa Kỳ Billboard Country Airplay          | 1               |
| Hoa Kỳ Country Digital Songs (Billboard)  | 1               |

| Bảng xếp hạng (2014)             | Vị trí |
| -------------------------------- | ------ |
| Canada Canadian Hot 100          | 75     |
| Mĩ Billboard Hot 100             | 64     |
| Mĩ Country Airplay (Billboard)   | 13     |
| Mĩ Hot Country Songs (Billboard) | 5      |

| Quốc gia                                                                           | Chứng nhận | Số đơn vị/doanh số chứng nhận |
| ---------------------------------------------------------------------------------- | ---------- | ----------------------------- |
| Hoa Kỳ (RIAA)                                                                      | Bạch kim   | 2.220.000‡                    |
| * Chứng nhận dựa theo doanh số tiêu thụ. ^ Chứng nhận dựa theo doanh số nhập hàng. |            |                               |